# Санчо Панса
Санчо Панса е герой от романа Дон Кихот де Ла Манча на испанския писател Мигел де Сервантес.
В романа той е верния оръженосец на дон Кихот и за разлика от своя господар е слабо образован, но здраво стъпил на земята реалист. Често използва поговорки в своите монолози (т.нар. „санчизми“).

## Образът на Санчо
Санчо Панса е неграмотен, но добродушен селянин, съгражданин на Дон Кихот. Подмамен от обещанията на идалгото да го направи губернатор на остров, той се съгласява да придружава Дон Кихот в качеството на оръженосец. По време на пътешествието им, той често проявява здрав разум и се опитва да спре господаря си от извършването на безразсъдни подвизи. Хитър и находчив, той често се опитва по нечестен начин да получи своето. Въпреки това той е привързан към господаря си и дълбоко го уважава за неговата начетеност.
На испански думата „панса“ (panza) означава „търбух“ и в испанската литература образът му се разглежда като олицетворение на народа (Мигел де Унамуно).

## Известни санчизми
- Където една врата се затваря, друга се отваря (Donde una puerta se cierra otra se abre)
- Не е важно с кого си роден, а с кого живееш (No con quien naces, sino con quien paces)
- През нощта всички котки са черни (De noche todos los gatos son pardos)